# HT Tatran Prešov
Handball Team Tatran Prešov, grundad 1952, är en handbollsklubb från Prešov i Slovakien. Klubben spelar till vardags i slovakiska Slovenská hadzanárska extraliga och inofficiellt i ungerska Budapest Bank Férfi Kézilabda Liga.